# Borderski ovčar
Borderski ovčar (tudi škotski mejni ovčar, angleško border collie) je srednje visoka pasma psov. Je črno-bel, rjavo-bel, rumeno-bel ali modro-bel ovčarski pes. Visok je od 50 do 55 cm težak pa od 14 do 22 kg. Pogosto dosega visoka mesta na lepotnih tekmovanjih.

## Značaj
Borderski ovčar je predvsem delovni pes. Stoletja so ga vzrejali kot ovčarsko-pastirskega psa, poleg tega se pa tudi uporablja za spremstvo starejših oseb. Je družaben in vdan pes, vendar se redko pusti ljubkovati. Ima zelo visok inteligenčni kvocient in se na komaj naučen ukaz odzove skoraj takoj, zato se je treba tudi veliko ukvarjati z njim.
V zadnjem času to pasmo uporabljajo za varstvo zračnega prometa na letališčih, kjer z letališke steze odganja ptice.